# Diamonds (singel Fabolousa)
Diamonds – pierwszy singel rapera Fabolousa z czwartego albumu From Nothin' to Somethin' wydany 3 kwietnia 2007 roku. W nagraniu tego utworu wziął udział wziął inny znany raper Young Jeezy.